# Lilli Nielsen
Lilli Nielsen (21 de diciembre de 1926 en, Rønne, Bornholm, Dinamarca - 24 de junio del 2013, Kolding, Dinamarca) fue una psicóloga danesa del campo de la enseñanza de niños invidentes y con múltiples discapacidades y autora de varios libros sobre la materia. 
Segunda de siete hermanos, cuatro de los cuales invidentes de nacimiento, cuando tenía siete años, adquirió la responsabilidad de cuidar de su hermano invidente más pequeño. Fue profesora de educación preescolar, luego trabajó en un hospital, se licenció como psicóloga y finalmente fue contratada para enseñar a niños invidentes. En 1988 consiguió el doctorado en psicología en la danesa Universidad de Aarhus.
Lilli Nielsen ha trabajado como asesora en educación especial en el "Refsnaesskolen" y en el "National Institute to Blind and Partially Sighted Children and Youth" en Dinamarca. También ha sido premiada con la Orden danesa de Dannebrog.

## "Little Room"
Una de sus más famosas ideas es la de la "little room." La "Little Room" consiste en una estructura metálica que soporta tres paneles laterales y un techo de plexiglas, desde donde se suspenden diversos objetos que el niño encuentra interesantes y disfruta con ellos. Esto da al niño la oportunidad de experimentar las propiedades de los objetos, comparar diferentes objetos e intentar hacer diferentes cosas con el objeto por sí solo, sin que los adultos interpreten esa experiencia para él. Como los objetos son estables, permiten que el niño repita sus acciones con un objeto las veces que lo necesite, a intervalos de uno o dos segundos, sin que se le caiga y lo pierda. La repetición inmediata permite que el niño almacene la información obtenida de las experiencias en su memoria.

## "HOPSA-dress"
El HOPSA-dress proporciona orientación vertical sin la necesidad de soportar el propio peso, a niños con multi-discapacidad. Piezas con texturas interesantes pueden ser colocadas cerca de los pies para proporcionar estimulación táctil. Más tarde el sistema de sujeción se puede ajustar para que el niño pueda aguantar peso gradualmente, a su propio ritmo.